# 川部站

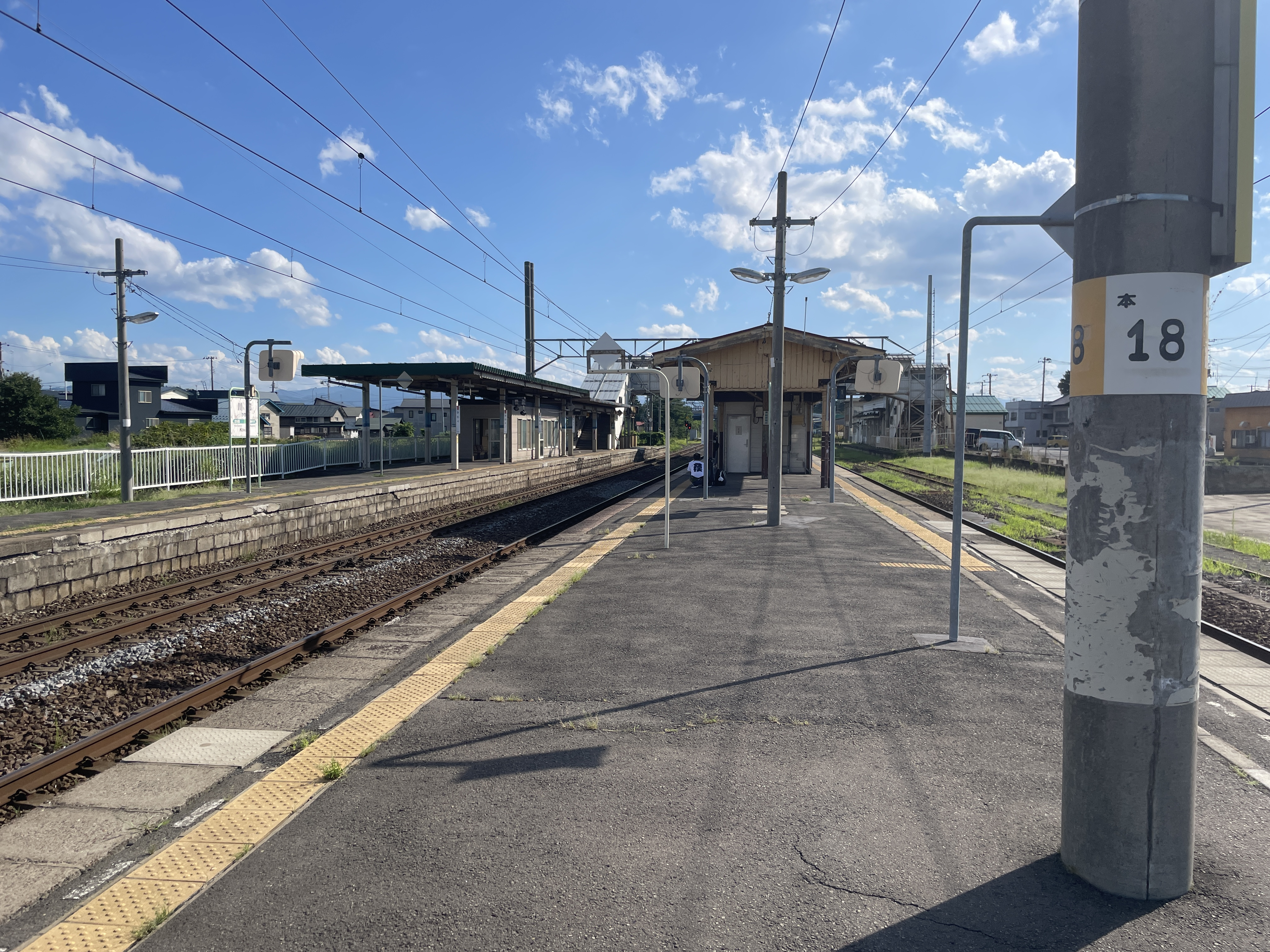
月台（2023年8月）

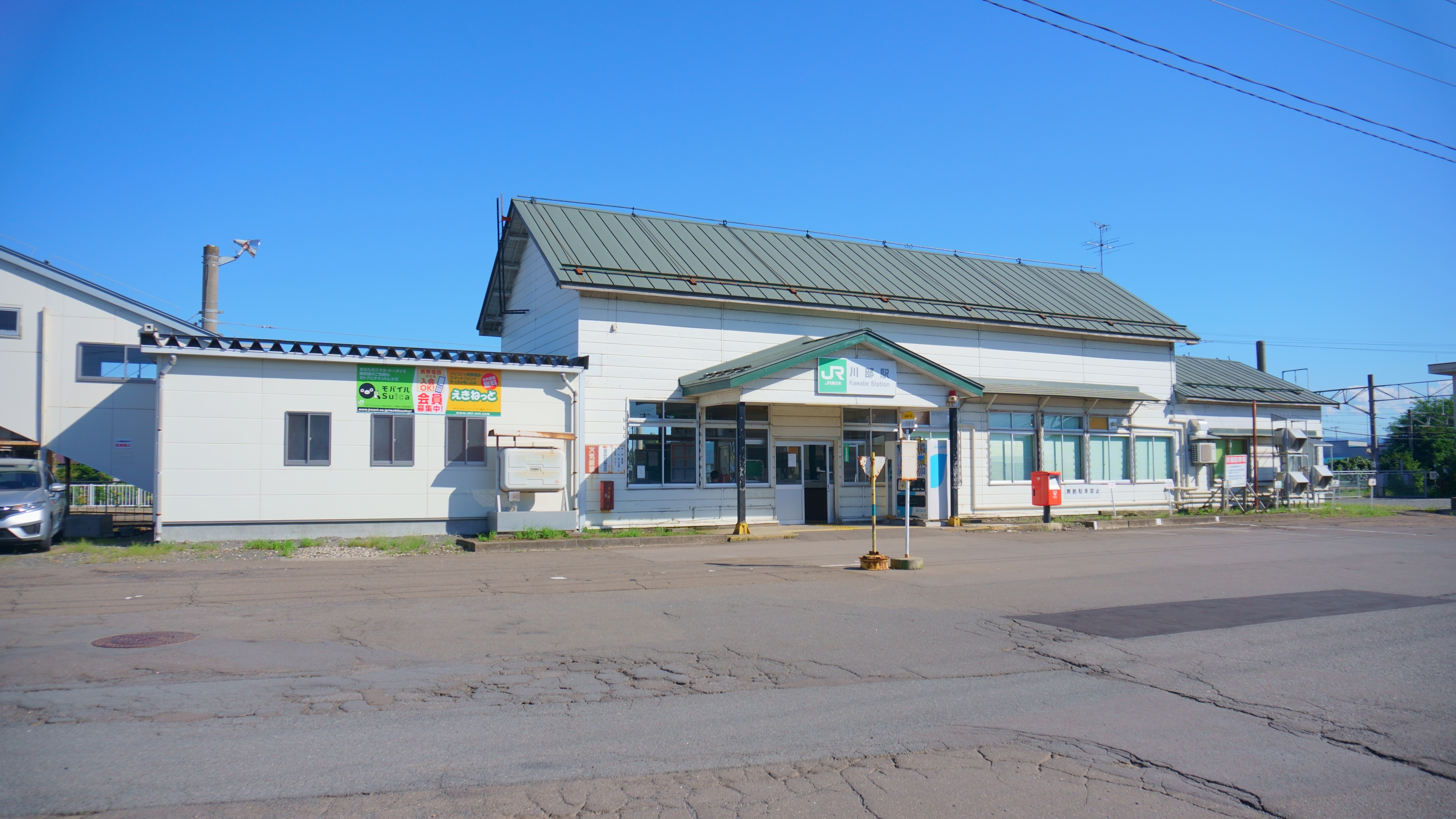
舊站房 (2022年8月)

川部站（日语：／ Kawabe eki */?）是位於青森县南津轻郡田舍馆村，屬於东日本旅客铁道（JR東日本）奧羽本線的鐵路車站。奥羽本线与五能线的列車皆在此站停靠。此站雖然是五能线的终点站，但是所有五能线列车皆直通運行至奥羽本线弘前站到發。

## 車站結構
本站為側式月台1面1線與島式月台1面2線，合計2面3線月台的地面車站。各月台之間透過跨線天橋連結。

### 月台配置
| 月台 | 路線      | 方向 | 目的地             | 備註                  |
| ---- | --------- | ---- | ------------------ | --------------------- |
| 1    | ■五能線   | 上行 | 五所川原、鰺澤方向 |                       |
| 1    | ■五能線   | 下行 | 弘前方向           | 待避時會在3號月台開出 |
| 2    | ■奧羽本線 | 下行 | 浪岡、青森方向     |                       |
| 3    | ■奧羽本線 | 上行 | 弘前、秋田方向     |                       |

## 歷史

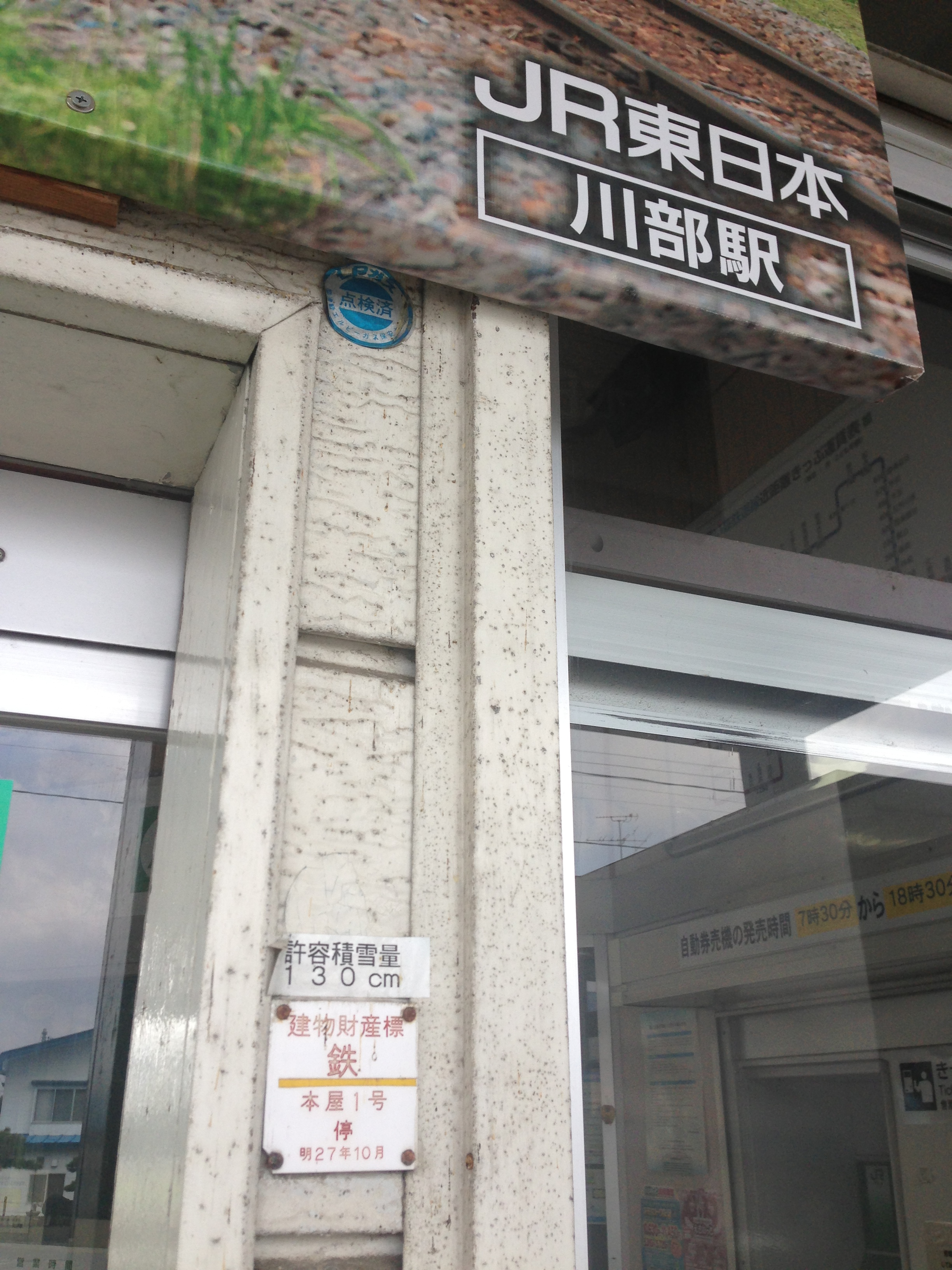
JR川部站建筑产权牌

- 1894年12月1日：隨國鐵弘前～青森間開業而設站，當時稱為「川邊」站[4][5][6]。
- 1912年8月15日：黑石輕便線（即後來黑石線）開業[7]。
- 1918年9月25日：陸奧鐵道（即現時五能線）川部～五所川原間開業[8]。
- 1927年6月1日：陸奧鐵道被國有化[8]，改成國鐵五能線[8]。
- 1984年11月1日：黑石線改由弘南鐵道營運[9]。黑石線部分改稱為弘南川部站[9]。
- 1985年3月14日：手提行李提取服務取消。
- 1986年：

- 4月1日：「弘南川部站」改回稱為「川部站」。
- 11月1日：貨物提取服務取消。

- 1987年4月1日：國鐵分割民營化，奧羽本線及五能線由JR東日本继承[10]。
- 1998年4月1日：弘南鉄道黑石線廢線[11]。
- 2004年4月1日：業務委託化。取消川部站長，改由弘前站長管理（包括原管理站北常盤站）。
- 2023年：

- 3月17日：綠窗口結束營業。
- 3月18日：解除與JR東日本東北綜合服務的業務委託，全日無人化。
- 5月27日：奧羽本線弘前～青森間可以使用「Suica」。

## 使用情况
2016年度日平均乘车人数310。
| 乘车人数 | 乘车人数    |
| 年度     | 1日平均人数 |
| -------- | ----------- |
| 2000     | 480         |
| 2001     | 471         |
| 2002     | 463         |
| 2003     | 419         |
| 2004     | 376         |
| 2005     | 351         |
| 2006     | 336         |
| 2007     | 336         |
| 2008     | 320         |
| 2009     | 300         |
| 2010     | 293         |
| 2011     | 307         |
| 2012     | 311         |
| 2013     | 344         |
| 2014     | 310         |
| 2015     | 310         |
| 2016     | 310         |

## 相鄰車站
東日本旅客鐵道
■奧羽本線
□快速
弘前－川部－北常盤
■普通
撫牛子－川部－北常盤
■五能線（此站－弘前站間是奧羽本線）
- 臨時快速「Resort白神」停靠站

□快速（只限上行）、■普通
藤崎－川部－撫牛子

### 曾經存在的路線
弘南鐵道
黑石線
川部－前田屋敷

## 外部連結
- JR東日本川部川部站